# Abendliche Häuser

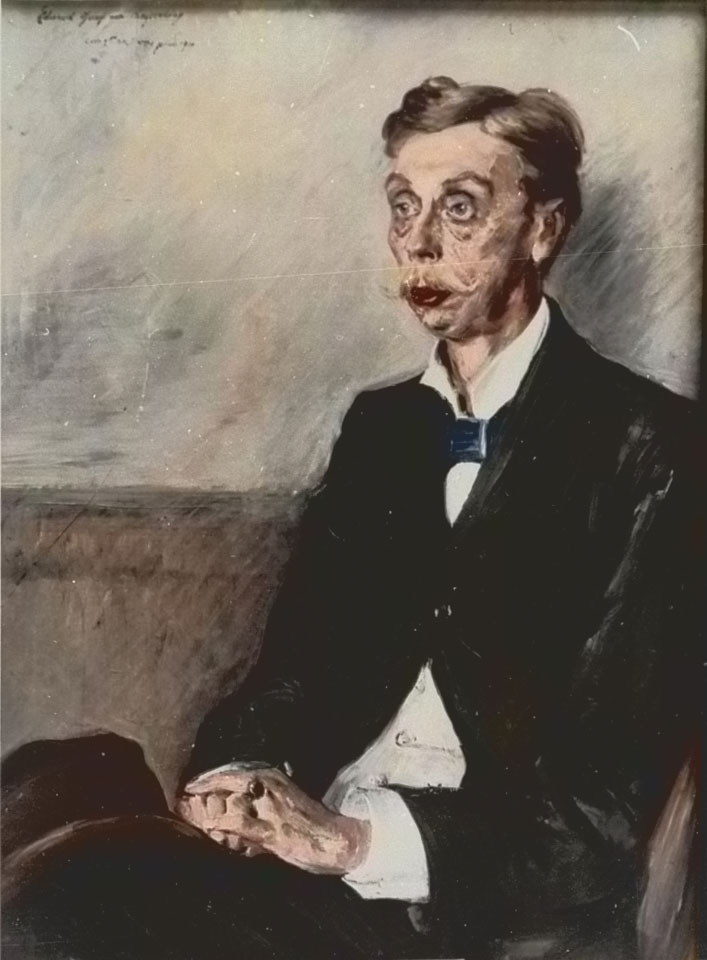
Lovis Corinth:
Eduard Graf von Keyserling (um 1900)

Abendliche Häuser ist der Titel eines 1914 veröffentlichten Romans von Eduard von Keyserling. Die Geschichte spielt vor dem Ersten Weltkrieg im Kurland und handelt von vier alteingesessenen Adelsfamilien. Fastrade von der Warthe verlobt sich mit Dietz von Egloff, einem notorischen Spieler und Liebhaber einer verheirateten Baronin und gerät dadurch in eine tragisch endende Konfliktsituation.

## Inhalt

### Alter Gutsadel
Die Geschichte spielt vor dem Ersten Weltkrieg im Kurland in der Nähe der Kleinstadt Grobin. Der Titel bezieht sich auf die inmitten ihres Großgrundbesitzes liegenden Schlösser und Landgüter der im Mittelpunkt des Romans stehenden vier alteingesessene Familien. In diesem ländlichen Gebiet ist Eduard von Keyserling aufgewachsen. Der Name des Guts Paduren erinnert an seinen Familiensitz Schloss Padden.
- Paduren: Baron Siegwart von der Warthe, seine Tochter Fastrade, sein Sohn Bolko und seine Schwester Arabella
- Sirow: Baronin von Egloff und ihr Enkel Dietz
- Barnewitz: Baron Fritz von Dachhausen und seine Frau Lydia (auch: Liddy), geborene Birkmeier, eine Fabrikantentochter. Seine Mutter und seine Schwester Adine wohnen im Städtchen Grobin.
- Witzow: Baron und Baronin Port, ihre Töchter Sylvia und Gertrud

Die ersten beiden Kapitel stellen die Adelsfamilie von der Warthe auf ihrem Gut Panduren vor. Baron Siegwart ist ein bodenständiger Gutsbesitzer. Wegen seiner geordneten Wirtschaft ist er bei seinen Nachbarn geachtet und sein Rat ist gefragt, allerdings weniger bei der jüngeren Generation, die nach neuen Wegen außerhalb des Kurlandes, in Hamburg oder Dresden sucht. Nach dem frühen Tod seiner Frau führt seine Schwester Arabella den Haushalt. Das ruhige traditionelle Leben wird durch die vor der Öffentlichkeit vertuschten Liebesbeziehung der Tochter Fastrade zu Arno Holst, dem jungen Hauslehrer ihres Bruders Bolko, unterbrochen. Als sich die beiden verloben wollen, verbietet dies der Vater und entlässt Holst. Zwei Jahre später verlässt die nun volljährige Fastrade die Familie, um in Hamburg, im Widerspruch zu den Vorstellungen Warthes vom Leben einer Baronesse, eine Ausbildung als Krankenpflegerin zu machen und, in einer Mischung aus Liebe und Mitleid, ihren kranken Geliebten bis zu seinem Tod zu pflegen. Als Bolko, inzwischen Student, bei einem Duell getötet wird, erleidet der Baron einen Schlaganfall und sitzt seitdem im Rollstuhl.

### Waldbesitz
Die Haupthandlung beginnt im November mit der Rückkehr Fastrades, um ihren Vater zu unterstützen (Kap. 3). Kurz nach ihrer Ankunft muss sie sich mit der Grenzziehung zum benachbarten Sirowschen Besitz befassen. Dietz von Egloff, ein leichtlebiger verschuldeter Spieler und geheimer Liebhaber Lydias, der Frau des Barons von Dachhausen, informiert Warthe, dass er einen Waldstreifen verkauft habe und dass eventuell irrtümlich auch Padurensche Bäume gefällt worden seien (Kap. 5). Sie müssten deshalb gemeinsam den Grenzverlauf überprüfen. Der Baron beauftragt seine Tochter mit der Aufgabe (Kap. 7). Eine kleine Gesellschaft kommt zusammen, darunter die Dachhausens und Fastrades Freundin Gertrud Port, die ihre Gesangsausbildung in Dresden abbrechen musste, psychisch krank zu ihrer Familie zurückgekehrt ist und im Geheimen unglücklich in Baron von Dachhausen verliebt ist. Der Grenzverlauf ist schnell geklärt, es hat keine Verletzung gegeben, man picknickt mit Tee und Wein und tanzt im Mondschein eine Quadrille. Bei der Betrachtung der Waldwirtschaft werden Fastrade die unterschiedlichen Lebensweisen deutlich: Die nachhaltige, auf die Pflege für die nächsten Generationen bedachte der Familie Warthe und die nur an den eigenen Bedürfnissen, seiner kostspieligen Spielleidenschaft, orientierte Egloffs: „Mein Gott, anpflanzen, aufforsten, aber für wen? […] Wer weiß, wer nach hundert Jahren die Macht hat. Für die künftigen Generationen, sagt Ihr Herr Vater; aber ich habe keinen historischen Sinn.“

### Verlobung
Fastrade ist aus Pflichtgefühl der Familie gegenüber zurückgekehrt. Im Schloss ist es ihr zu eng und sie wandert am liebsten durch die freie Winterlandschaft: „[M]an lebt doch hier, als ob man gleich erwachen müsste, um dann erst mit der Wirklichkeit zu beginnen.“. Auch der „wilde“ Dietz fühlt sich zu Hause unwohl und lässt sich oft nachts im Schlitten durch die Gegend fahren. Als er Fastrade einlädt, mit ihm zu fahren (Kap. 8), lehnt sie mit Hinweis auf „unsere“ Gesetze ab und beantwortet seine Frage, ob sie an „diese Gesetze […] an diese kleinen, tiefäugigen Gesetzesaugen, die von den Schlössern in die Nacht hineinsehen“ glaube: „Ich glaube nicht an sie, aber ich gehorche ihnen.“ Da sie seine außergesetzliche Liebe zurückweist, geht er einen anderen Weg und wirbt um sie. Ihr Vater lehnt dies wegen seiner im Kreis bekannten Unzuverlässigkeit und Sprunghaftigkeit ab, überlässt aber seiner Tochter die Entscheidung und sie stimmt einer Verlobung zu: „[I]ch will gehorchen, aber wenn ich entscheiden soll, entscheide ich so“. Kurz nach ihrer Wahl erklärt Fastrade dem Stubenmädchen Trine, die ihr von ihrem oft betrunkenen Freund, dem Stallburschen Hans erzählt: „[D]ie armen Männer, sie stehen so im Leben, sie wissen nicht, wie sie in all diese Sachen hineinkommen, wir können ihnen vielleicht helfen.“
Fastrade und Dietz sind sich darüber einig, dass das Leben eine „so furchtbare Sache“ ist. Während sie dies in Erinnerung an das Hamburger Krankenhaus ruhig diagnostiziert, wirkt Egloff belastet und unglücklich: „Das Leben? […] eine Bestie, die nicht zu zähmen ist, da ist nichts zu machen. Früher ließ ich die Bestie Bestie sein, jetzt werde ich acht geben müssen, dass sie dir nicht zu nahe kommt.“ Er sieht in ihr einen verwandten kritischen Geist, ist sich aber unsicher über die Zukunft dieser Beziehung. „Sie sieht wohl einen anderen in dir, und das Missverständnis wird sich aufklären und du wirst sie verlieren. Und dann die beständige Anstrengung, dieser andere zu sein, den sie ihn ihm [sieht]“.

### Konflikte
Einige Wochen später, im Frühling, kommt es zu einer dramatischen Entwicklung. Lydia Dachhausen fällt nach der Bekanntgabe der Verlobung Egloffs in Ohnmacht und erkrankt psychisch (Kap. 11) An einem Maiabend bei einer Gesellschaft der alteingesessenen Familien und weiterer Gäste aus der Stadt im Schloss Syrow spricht sie Dietz auf die „Treue von Spießgesellen“ an und zeigt ihr Interesse an einer Fortsetzung ihrer Liaison. Am selben Abend packt ihn wieder „wie ein Wahnsinniger“ sein Spielfieber und er verliert in der Nacht eine große Summe gegen den russischen Grafen Schutow (Kap. 13). Der nächste Tag ist „wieder solch ein Tag, da alles um ihn her zu zerbröckeln [scheint], alles ungeordnet und hässlich [ist] und ein großer Ekel ihn schüttelt[-]“. Er leiht das Geld beim Bankier und Makler Mehrenstein in Goblin gegen ein weiteres Waldstück und zahlt seine Spielschulden. In der Stadt begegnet ihm Lydia und sagt ihm, sie wolle jede Nacht in ihrem Garten auf ihn warten (Kap. 14).
Am nächsten Tag ist Fastrade durch einen Besuch Getruds verhindert, mit ihrem Verlobten durch den Wald zu spazieren. Er wartet auf sie vergeblich und trifft sich mit Lydia. Dabei werden sie von ihrem Mann beobachtet. Dieser fordert ihn zum Duell und wirft seine Frau aus dem Haus (Kap. 15). Am nächsten Morgen, auf dem Weg zum Bahnhof, bittet Lydia Fastrade, Dietz davon abzuhalten, sein Leben aufs Spiel zu setzen. Diese versteht sofort die Zusammenhänge und erklärt, sie könne da nicht helfen: „[D]ie Männer haben ihre Gesetze, das muss getragen werden“. Aber Egloff dürfe, versichert sie der Rivalin, seine Geliebte nicht verlassen. Am Tag darauf trifft sie ihren Bräutigam in der Jagdhütte, löst ihre Verlobung auf und fordert ihn auf, Lydia gegenüber Verantwortung zu übernehmen (Kap. 16). Er wirft ihr vor, sie hätte immer von „Helfen und Beistehen“ gesprochen und nun fürchte sie den Skandal und handele „ordnungsgemäß“ nach den Regeln ihrer Gesellschaft, und versichert ihr, Lydia sei „kein Schicksal“, sondern nur ein Abenteuer, das nicht zähle. Sie weist das zurück: Er gehöre Lydia, die ihn liebe und ein Recht auf ihn habe: „[D]as werde ich nie verstehen, dass eine Frau, die dir zuliebe ihr ganzes Leben zerbricht, nicht zählt, an der kann ich nie vorüber, es würde mir sein, als ob ich auf etwas Lebendes träte“. Egloff hat eigentlich mit seinem Tod im Duell gerechnet, aber er erschießt, ohne genau zu zielen, Dachhausen und am nächsten Tag sein Pferd und sich selbst in der Jagdhütte (Kap. 17).

### Ausblicke
Im Juni hat sich die öffentliche Aufregung gelegt, das Leben verläuft äußerlich wieder in geordneten Bahnen und die alten Gutsherren freuen sich über die zu erwartende gute Ernte: „[V]on der Abendsonne angeleuchtet, schwebt[-] der Staub wie ein rötlicher Dunst über der Landstraße, das Korn [ist] schon in Ähren, die Wiesen in ihrem vollen Blühen.“ Fastrade wehrt sich gegen diese Stimmung:
„War diese Ruhe nicht etwas Drohendes und Feindliches? Sie hatte Angst um ihren Schmerz, der jetzt ihr heiligstes Erlebnis war. Würde er in dem windstillen Winkel stille werden, schläfrig werden, untergehen?“

## Interpretation

### Die Unzufriedenheit der Jungen
Ein zentrales Thema des Romans ist der Konflikt zwischen den bodenständigen, alten Landadligen und den unzufriedenen Jungen. Die Generation der Väter und Mütter möchte das traditionelle Leben bewahren und durch die Kinder fortgesetzt wissen, aber zwei Töchter versuchen, eigene Wege zu gehen. Fastrade von der Warthe will sich mit dem Hauslehrer verloben. Ihr Vater entlässt den jungen Mann. Als sie volljährig ist und von der Erkrankung des Geliebten hört, lässt sich in Hamburg als Krankenschwester ausbilden und pflegt den Freund bis zu seinem Tod. Auch Baronesse Gertrud Port will nach „draußen“: Sie besucht in Dresden eine „Singschule“ und kehrt mit „kaputten Nerven“ zurück. „[D]anke Gott, dass du hier ruhig und glücklich leben kannst […] Du warst ja draußen und die Fastrade auch, was hat es geholfen? Ihr kommt ja doch zurück, ihr könnt dort ja nicht leben“, wird ihr von ihrer Mutter vorgeworfen. Jetzt liebt sie den verheirateten Dachhausen. Es ist eine einseitige, unglückliche Liebe. Die ebenfalls zurückgekehrte Fastrade löst ihre Verlobung mit Dietz von Egloff wieder auf. Beide Männer werden im Duell, wie bereits zuvor Fastrades Bruder Bolko, getötet oder erschießen sich. Zurück bleiben die jungen Frauen und die Alten. Nach dem Duell-Skandal verläuft das Leben in der schönen Sommerlandschaft äußerlich wieder in geordneten Bahnen und die Gutsherren freuen sich über die zu erwartende gute Ernte, aber in den Schlössern herrscht oft Langeweile und stille Unzufriedenheit, nicht nur bei Getrud und Fastrade. Baronesse Arabella von der Warth umschreibt die Situation so: „[W]ir haben nichts anderes zu tun, als zu sitzen und zu warten, bis eines nach dem anderen abbröckelt.“

### Rebellion
Der größte Rebell ist Dietz von Egloff. Er sagt einmal zu Fastrade, in der er eine verwandte Seele sieht und mit der er sich in der erfrischenden Luft der Schnee-Waldlandschaft am wohlsten fühlt: „Meine ganze Erziehung war dumm, ich wurde unmenschlich verwöhnt und doch war alles wieder verboten. Als ich mich dann später gierig auf meine Freiheit war, enttäuschte sie mich, ich hatte mehr erwartet. Überhaupt, an meiner ganzen Generation hier in der Gegend ist etwas versäumt worden. […] Es war wohl dein Vater, der gern von dem heiligen Beruf sprach, die Güter seiner Väter zu erhalten. Na, wir konnten mit dieser Andacht nicht recht mit, nach einer neuen Andacht für uns sah man sich nicht um. Und so kam es, dass wir nichts so recht ernst nahmen […] Da entstand wohl auch die Lust, jenes brave Ideal einmal an die Nase zu fassen.“ Für die Ordnung der Alten hat der junge Egloff überhaupt keinen Sinn. Er geht eine Affäre mit der schönen Frau seines Jugendfreundes Dachhausen ein und erschießt zuerst ihn im Duell und dann sich. Von Fastrade gefragt, warum er seine Wälder am Spieltisch leichtsinnig verjubele, entgegnet er nach kurzem Besinnen, das wisse er auch nicht. Nach längerem Besinnen meint er, das Besondere am Spiel sei doch, dass Entscheidungen sofort getroffen werden – ganz im Gegensatz zum Alltag, an dem sich kaum etwas ändere. Vererben will Egloff nichts. Wem auch?

### Dekonstruktion
Illies setzt sich in seinem Artikel von den vorherrschenden Interpretationen ab, in der zwei Deutungen dominant seien:
- Keyserlings Thematisierung einer moribunden, dekadenten Welt, deren Scheitern mit melancholischer Sympathie erzählt werde und die mit der Biographie des Autors und dem Untergang des baltischen Adels korreliere. Thomas Manns Nachruf[20] sei Ausgang dieser Deutung, Mosebachs Nachwort[21] habe diesen Interpretationsansatz in seinem Lob der Literatur als Erinnerung an untergegangene Welten weitergeführt.
- Keyserlings Sprache werde als duftiger „Impressionismus“ beschrieben.[22]

Illies widerspricht beiden Interpretationen, bzw. relativiert oder verstärkt sie: Keyserlings Erzählungen seien „eine einzige Persiflage auf Menschen, die nach Schönheit dürsten, um die Lebenswirklichkeit zu ertragen“. Der Schriftsteller zähle zu den Dekonstruktivisten. Aus dieser Perspektive sei nicht mehr seine barmherzige Wärme wahrzunehmen, sondern seine Kälte zu spüren, sein „Spott über den Ästhetizismus, die Entlarvung dekadenter Illusionen und der Todessehnsucht als Modeerscheinung“. Jeder Fluchtversuch der Protagonisten ende in der Schleife, aus der es kein Entkommen gebe. „Die fehlende Selbstreflexion und Selbsterkenntnis“ sei „die Distinktion der adeligen Klasse“. Illies beruft sich auf Interpreten in den frühen siebziger Jahren (Karlheinz Deschner, Walter Jens, Hans Bender und Rainer Gruenter), die in Keyserling den „Revolutionär“ sahen und seine Bücher als Gesellschaftsromane bezeichneten, was aber in der Kulturszene im Vergleich mit den damals klar prononcierten sozialkritischen Romanen nicht erkannt worden sei. Nach Abebben dieser Welle könne jetzt „die Komplexität Keyserlings“ wahrgenommen werden, der neben seiner formalen Kühnheit der Dekonstruktion einer Sprache „mit wenigen Pinselstrichen“ Personen zu zeichnen verstehe sowie eine „Stimmungsdichte“ in der „Beschreibung der Atmosphären von Innenräumen und Naturräumen“ evoziere.

## Rezeption
In den Rezensionen wird zunehmend, der Illies-Interpretation ähnlich, die „kritische Bestandaufnahme“ des „Lebensgefühls eines untergehenden Standes“ und weniger die stimmungsvoll-wehmütige impressionistische Naturbeschreibung in den Mittelpunkt der Betrachtung gerückt. Beispielsweise schreibt Linder, mit dem Titel habe Keyserling für die Stimmung seiner schriftstellerischen Welt den schönsten Ausdruck gefunden. Der Autor habe in dem Roman „respektlos über die Welt seiner Herkunft“ gesprochen und darin „den allmählichen Zerfall der deutsch-baltischen aristokratischen Gesellschaft“ protokolliert.
Von Matt fokussiert einen anderen Aspekt: Im Roman gehe es „um Liebe zuerst und zuletzt“. Sie sei zuerst „herrlich, wild, verlockend“ und brenne „in allen Farben der Freiheit“. Wie es damit zuletzt ist, das mache „das Wesen, das Geheimnis, das unheimlich Bedrohliche dieses Erzählers und seiner Kunst aus“. Er zeige, worin die Liebe sich verwandele, „wenn sie nicht mehr in allen Farben der Freiheit brennt.“
Nach Walter halten dem „Gefühl von Verzicht und Endgültigkeit […] andere Kräfte die Waage“: der Autor nenne sie „das Leidenschaftliche und das Lebensvolle“, zu denen sich „eine jüngere Generation in ihrem Auflehnungsversuch gegen die ältere“ bekenne. Gerade diese schwächeren Nachfahren würden sich eine „ironisch-distanzierte Rechenschaft“ von „der Unzulänglichkeit ihrer Kräfte“ geben. Die „Verfalls- und Untergangsstimmung“ habe Keyserling mit den „sinnlich-bildhaften Mitteln der Sprache“ festzuhalten versucht. So scheine der „Vergänglichkeit von Zeit und Raum dadurch Einhalt geboten zu sein, dass die äußere Hinfälligkeit in einem flüchtig-sinnlichen Bild Gestalt annimmt, das sich der Vorstellung unvergesslich einprägt.“

## Adaptionen

### Hörspiel
- Abendliche Häuser. BR, 1967, SWR2 Hörspiel am Sonntag, 2021. Bearbeitung: Hellmut von Cube. Regie: Fritz Schröder-Jahn. Mit: Herbert Mensching, Klausjürgen Wussow, Agnes Windeck, Kurt Erhardt, Annemarie Schradiek, Marianne Moser, Fritz Rasp, Lina Carstens, Lis Verhoeven, Harry Kalenberg, Ina Peters u. a.

### Lesung
- Abendliche Häuser, gelesen von Verena Peter. RTL+ 2024. Spieldauer: 06:45:50.[27]